# UNI Opole 2021-2022
Questa voce raccoglie le informazioni riguardanti l'UNI Opole nelle competizioni ufficiali della stagione 2021-2022.

## Organigramma societario
Area direttiva
- Presidente: Maciej Kochański

Area tecnica
- Allenatore: Nicola Vettori
- Allenatore in seconda: Agustin Briscioli
- Scout man: Dominik Fabianowicz

Area sanitaria
- Fisioterapista: Magdalena Sędzicka
- Preparatore atletico: Nicolás Ruiz

## Rosa
| N° | Nome                 | Ruolo | Data di nascita   | Nazionalità sportiva |
| -- | -------------------- | ----- | ----------------- | -------------------- |
| 2  | Marta Orzyłowska     | C     | 8 gennaio 1998    | Polonia              |
| 3  | Kinga Stronias       | S     | 22 aprile 1997    | Polonia              |
| 5  | Regiane Bidias       | S     | 2 ottobre 1986    | Brasile              |
| 7  | Vivian Pellegrino    | C     | 31 maggio 1985    | Brasile              |
| 9  | Gabriela Borawska    | S     | 7 dicembre 1992   | Polonia              |
| 10 | Marta Pamuła         | S     | 6 marzo 1995      | Polonia              |
| 11 | Aleksandra Muszyńska | C     | 22 marzo 1998     | Polonia              |
| 13 | Adriana Adamek       | L     | 23 settembre 1998 | Polonia              |
| 14 | Weronika Wołodko     | P     | 9 ottobre 1998    | Polonia              |
| 17 | Gabriela Makarowska  | P     | 23 gennaio 2000   | Polonia              |
| 18 | Oliwia Sieradzka     | O     | 22 dicembre 1997  | Polonia              |
| 20 | Anna Bączyńska       | S     | 31 dicembre 1995  | Polonia              |